# Federazione pallavolistica del Regno Unito
La Federazione britannica di pallavolo (eng. British Volleyball Federation, BVF) è un'organizzazione fondata nel 1955 per governare la pratica della pallavolo nel Regno Unito.
Pone sotto la propria egida la nazionale maschile e femminile.